# (536) Merapi
(536) Merapi es un asteroide perteneciente al cinturón exterior de asteroides descubierto el 11 de mayo de 1904 por George Henry Peters desde el Observatorio Naval de los Estados Unidos en Washington.

## Designación y nombre
Merapi recibió al principio la designación de 1904 OF.
Más adelante se nombró por el monte Merapi, una montaña de la isla de Sumatra.

## Características orbitales
Merapi está situado a una distancia media de 3,497 ua del Sol, pudiendo acercarse hasta 3,198 ua y alejarse hasta 3,796 ua. Tiene una inclinación orbital de 19,43° y una excentricidad de 0,08547. Emplea en completar una órbita alrededor del Sol 2388 días.